# ديفيد ديوتش
ديفيد ديوتش (بالإنجليزية: David Deutsch)‏ هو صانع إعلانات ‏ وفنان أمريكي، ولد في 1929، وتوفي في 13 يونيو 2013.